# Bo Brundin
Bo Brundin, född 25 april 1937 i Uppsala, död 4 september 2022 i Uppsala, var en svensk skådespelare.

## Biografi
Brundin var som skådespelare huvudsakligen engagerad i amerikanska B-filmer, men hade även bra roller som i filmen Tid för hjältar.
Han påbörjade hösten 2009 projekt Forever Young tillsammans med Posten, där målet var att i Brundins dåvarande hem i Östhammar (med hjälp från allmänheten) återskapa ett rum han bebodde under 1960-talet på Manhattan. På hemsidan för projektet fanns även en blogg, där Brundin regelbundet lade upp heminspelade videologgar med vardagliga funderingar. Hemsidan är nerlagd men spår finns idag (2013) på Youtube.[källa behövs]
Brundin flyttade under 2011 tillbaka till USA på grund av kombinationseffekter av pensionsutbetalning och skatteeffekter.[källa behövs] År 2013 ska Brundin ha flyttat tillbaka till Sverige.

## Filmografi i urval
- 1970 – Baltutlämningen
- 1972 – The Day the Clown Cried
- 1974 – Jorden runt med Fanny Hill
- 1975 – Tid för hjältar
- 1976–1979 – Wonder Woman (TV-serie) (2 avsnitt)
- 1978 – Bomsalva
- 1977 – Hawaii Five-O (TV-serie) (1 avsnitt)
- 1978 – Kampen om Colorado (TV-serie) (1 avsnitt)
- 1979 – Meteor
- 1980 – Lyft Titanic
- 1982 – Guldapans hemlighet (TV-serie) (1 avsnitt)
- 1982 – Skulden (TV-serie)
- 1986 – Fläskfarmen
- 1986 – The A-Team (TV-serie) (1 avsnitt)
- 1987 – Testet
- 1988 – Enkel resa
- 1989 – Dallas (TV-serie) (1 avsnitt)
- 1989 – Maktkamp på Falcon Crest (TV-serie) (2 avsnitt)
- 1989 – Tre kärlekar (TV-serie) (2 avsnitt)
- 1990 – Den svarta cirkeln (TV-serie) (1 avsnitt)
- 1991 – Middan som frös inne
- 1994 – Zorn
- 1995 – Anmäld försvunnen
- 1997 – Emma åklagare (TV-serie) (1 avsnitt)
- 1997 – Tummen mitt i handen (TV-serie) (röst, 1 avsnitt)
- 2001 – Jordgubbar med riktig mjölk
- 2002 – Cleo (TV-serie) (1 avsnitt)